# 大島村 (長崎県)
大島村（おおしまむら）は、長崎県の北部、的山大島を行政区域としていた村である。北松浦郡に属していた。
2005年（平成17年）10月1日、平戸市・田平町・生月町と合併して新たに平戸市となり、自治体としては消滅した。長崎県で最も遅くまで残っていた村である。

## 地理
- 有人島 ： 的山大島

## 地域

### 地名
免を行政区域とする。大島村では免の名称に大字（的山・大島）を冠称していたが、1973年に大字を廃止し、同時に地名末尾の「免」の文字を削除した（神浦除く）。その際に川内・戸田の2免は「的山」を冠した名称に改められた。
合併し平戸市となって以降は旧来の字名に「大島村」を冠し「大島村○○」と表記している。
旧大字的山
- 川内免（あずちかわちめん）[1]
- 戸田免（あずちとだめん）[2]

旧大字大島
- 大根坂免（おおねざかめん）
- 神浦（こうのうら）
- 西宇戸免（にしうどめん）
- 前平免（まえひらめん）

## 歴史
- 1889年（明治22年）4月1日 - 町村制実施により、的山村・大島村が合併。大島村が発足。
- 2005年（平成17年）10月1日 - 平戸市・田平町・生月町と合併（新設合併）して新たに平戸市となり消滅。

## 行政
- 村長 ： 小濱賢一

### 教育

#### 高等学校
- 長崎県立猶興館高等学校大島分校 - 2012年（平成24年）3月31日閉校。

#### 小中学校
- 大島村立大島中学校
- 大島村立大島小学校

## 交通
空港・鉄道路線・バス路線なし。
- 最寄り空港は長崎空港。
- 最寄り鉄道駅は松浦鉄道たびら平戸口駅。

### 道路
- 高速道路なし。
  - 最寄りインターチェンジは西九州自動車道佐々インターチェンジ。
- 一般国道なし。
- 一般県道
  - 長崎県道159号大根坂的山線

### 航路
- 村営フェリー（現・平戸市営フェリー）
  - 平戸港・田平港（平戸市） - 的山港（大島村）
- 美咲海送 - 平成24年１月末に廃航。
  - 平戸港・田平港・薄香港（平戸市） - 的山